# Frans Otto Eriksson
Frans Otto Eriksson, även känd som Svarta Hästen, född 15 april 1876 i Badelunda, död 7 juni 1953 i Västerås, var en svensk bagare och rånare.

## Biografi

### Uppväxt
Frans Otto Eriksson föddes i grindstugan vid Badelunda grusås. Då han var 6 år gammal flyttade familjen till Stenby i Nordanby utanför Västerås där han bodde till 13 års ålder. Därefter var han inneboende hos en repslagare i Västerås till han konfirmerades. 

### Utbildning och yrkesverksamhet
Efter konfirmationen blev han gesäll hos en bagare i staden. I början av 1890-talet flyttade Eriksson till Stockholm där han arbetade hos olika bagare till 1898 varefter han flyttade till Gnesta. Runt sekelskiftet 1900 flyttade han till Obbola där han arbetade hos en handlare under ett år. Eriksson blev sedan handelsresande men gled snart över i lösdriveri. I juli 1907 fick han anställning hos en bagare i Vretstorp och ägaren ansåg Eriksson vara mycket yrkesskicklig. Erikssons företrädare avskedades på grund av att ha misskött sitt arbete och varit berusad på arbetet.

### Brott
I september 1900 lånade Eriksson en kostym av en god vän, men då han inte lämnade tillbaka den blev Eriksson polisanmäld. För detta dömdes han av Västerås rådhusrätt till två månaders fängelse för snatteri och förskingring. 8 juli 1904 dömdes han för andra gången för snatteri efter att ha stulit kläder i Haverö. Även denna gång fick han två månaders fängelse som han avtjänade på länscellfängelset i Sundsvall. I januari 1905 stal han och en bekant, som vid tillfället båda var berusade, tre hummerkonserver i Sollefteå. Detta ledde till två månaders fängelse och blev denna gång också till förlust av medborgerligt förtroende i ett år. Han avtjänade sitt straff på Länscellfängelset i Härnösand. I juli 1907, efter att Eriksson anställts som bagare i Vretstorp, kom han i delo med sin föregångare på platsen. I det slagsmål som uppstod mellan föregångaren och Eriksson bröt föregångaren benet. Eriksson dömdes till fängelse i två år för misshandel och började avtjäna straffet vid fängelset i Örebro, en anstalt som hade ett mycket dåligt rykte bland interner. Den 11 september 1909 frigavs Eriksson, men på grund av storstrejken 1909 var arbetssituationen mycket svår. Eriksson drev omkring och fick småsysslor här och var i Svealand och södra Norrland. Någon fast anställning fick han dock inte. I december 1909 kom han till Leksand.

### Dubbelmordet i Leksand

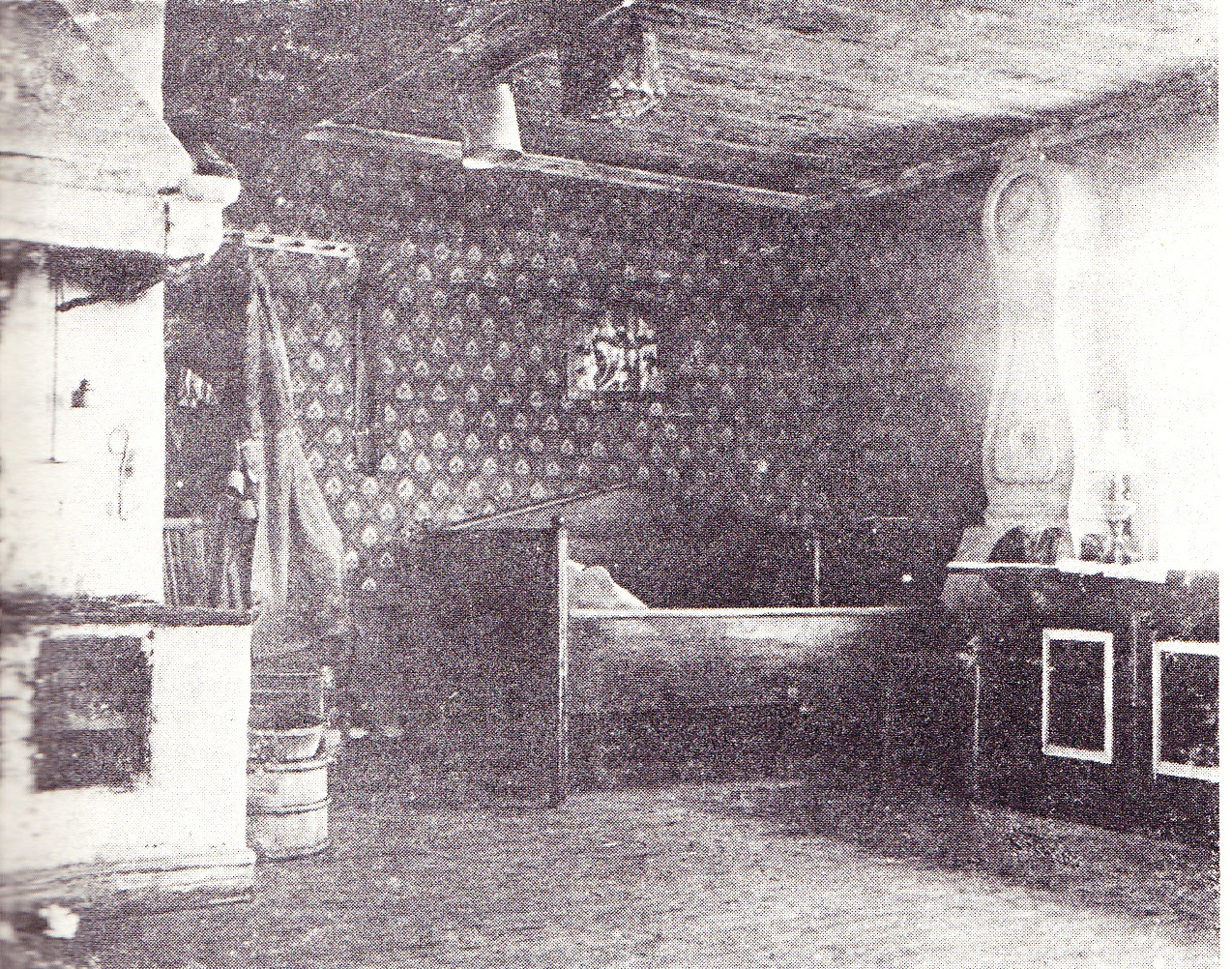
Brottsplatsen, Dunders stuga.

I Hedens by i Leksand fick han bo hos Kerstis Karin Olsdotter, i bygden kallad Jutta. Här bodde också luffaren Fredrik Alfred Vestlund, vanligen kallad Lövsta-Lunsen. Olsdotter levde ett promiskuöst liv och hade ett grundmurat dåligt rykte i bygden. Hon hade fått reda på att den tidigare korpralen Daniel Dunder (född 1827) och hans hustru Kerstin (född 1834), nyligen hade sålt sin sista ko till en granne och fått bra betalt för den. Vare sig Eriksson, Olsdotter eller Vestlund hade några pengar att tala om och under kvällen 11 december kom idén upp om att råna paret Dunder. För att undgå identifiering beslöt man att förgifta åldringarna. Vestlund skulle genomföra själva förgiftningen genom att ge Dunders kaffe spetsat med arsenik medan Eriksson och Olsdotter skulle stå på vakt. Allt gick som planerat och man hjälptes åt att städa upp efter mordet. För att röja undan spåren efter sig lade man en strumpa på vedspisen eftersom man hoppades att det skulle se ut som om Dunders skulle ha avlidit av kolosförgiftning.

### Upptäckt och rättegång
De döda upptäcktes snart av en granne och det dröjde inte länge förrän man kunde konstatera att det rörde sig om mord. Alla tecken pekade snart mot Eriksson, Olsdotter och Vestlund och inom några dagar var alla gripna. Strax innan jul fördes de till Falu fängelse och 10 januari 1910 inleddes förhandlingarna vid häradsrätten i Leksand. Efter flera förhandlingar avkunnades dom 30 maj 1910. Vestlund ansågs ha varit huvudaktör och dömdes till döden för rånmord. Olsdotter dömdes också till döden för anstiftan medan Eriksson fick livstids fängelse för medhjälp. Den 15 juli samma år fastställde hovrätten domarna, som överklagades till Högsta domstolen. Den 28 oktober 1910 ändrades Vestlunds och Olsdotters domar till livstids fängelse. Eriksson och Vestlund skulle avtjäna sitt straff på Långholmens centralfängelse i Stockholm, Olsdotter på kvinnofängelset i Växjö.

### Fängelsetiden
Eriksson avtjänade de första åren av sitt fängelsestraff på Långholmen. I januari 1916 flyttades han till centralfängelset i Malmö. År 1918 flyttades han till anstalten Karlskrona innan han åter 1920 åter sattes på Långholmen. I januari 1922 flyttades han till jordbruksfängelset i Mariestad, en förhållandevis friare anstalt än cellfängelserna. Här arbetade han som kusk och hästskötare

### Nådeansökningar och frigivning
I november 1925 skrev han sin första nådeansökan som följdes av en andra ansökan 1926, en tredje år 1928 och en fjärde 1929. Alla ansökningar möttes med avslag. Eriksson hade ett hetsigt lynne som gång efter annan drog in honom i bråk och detta påverkade myndigheternas inställning till Erikssons nådeansökningar. Fängelsepredikanten i Mariestad menade efter många samtal med Eriksson att han på många sätt var såväl känslig, tillgiven och renhårig och anstaltsdirektören ansåg att Erikssons karaktär byggde på stora motsättningar. Den 31 oktober 1930 skrev han en ny nådeansökan och denna beviljades i november 1930.

### Frihet
Eriksson fick först arbete i Stockholm, men tiden hade sprungit ifrån honom och han skrämdes av vad han såg. Han flyttade snart till Västerås där han hyrde ett litet torp vid Nordanby gård. Han försörjde sig genom borstbindning. Han led av paranoia och rådfrågade en advokat om det gick att få komma tillbaka till fängelset i Mariestad. Under somrarna skall han åter ha givit sig ut på vägarna och bland annat besökt Dalarna. 
Så småningom togs Eriksson in på Karlslunds vårdhem i Västerås. Här avled han i cancer 7 juni 1953. Hans jordfästning ägde rum i kapellet på Östra kyrkogården i Västerås 10 juni. Den 20 januari 1954 begravdes hans kvarlevor på nuvarande Skogskyrkogården, gravnr 32 1 34K 22578. 

## Bildgalleri

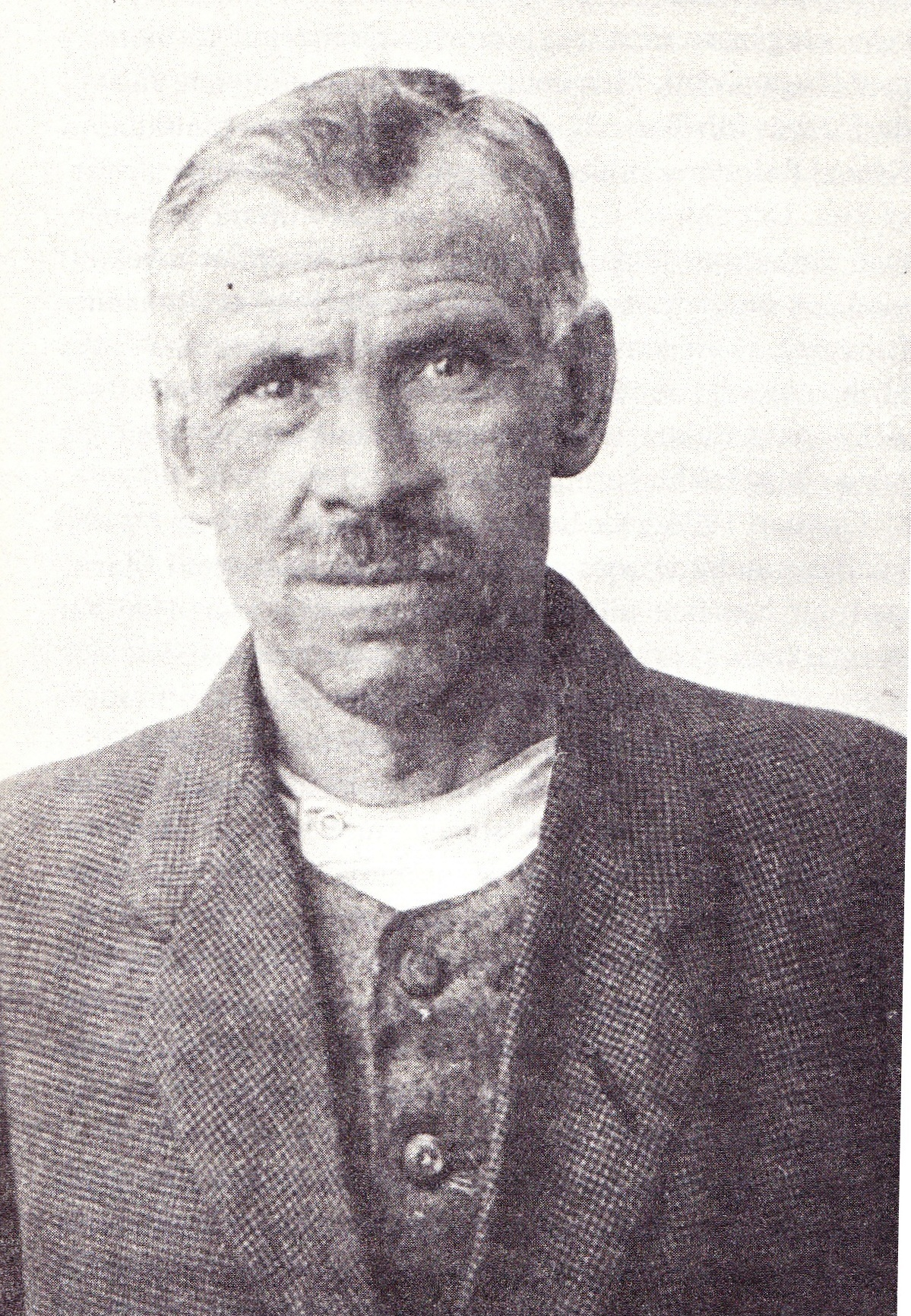
Frans Otto Eriksson vid frigivningen 1930.
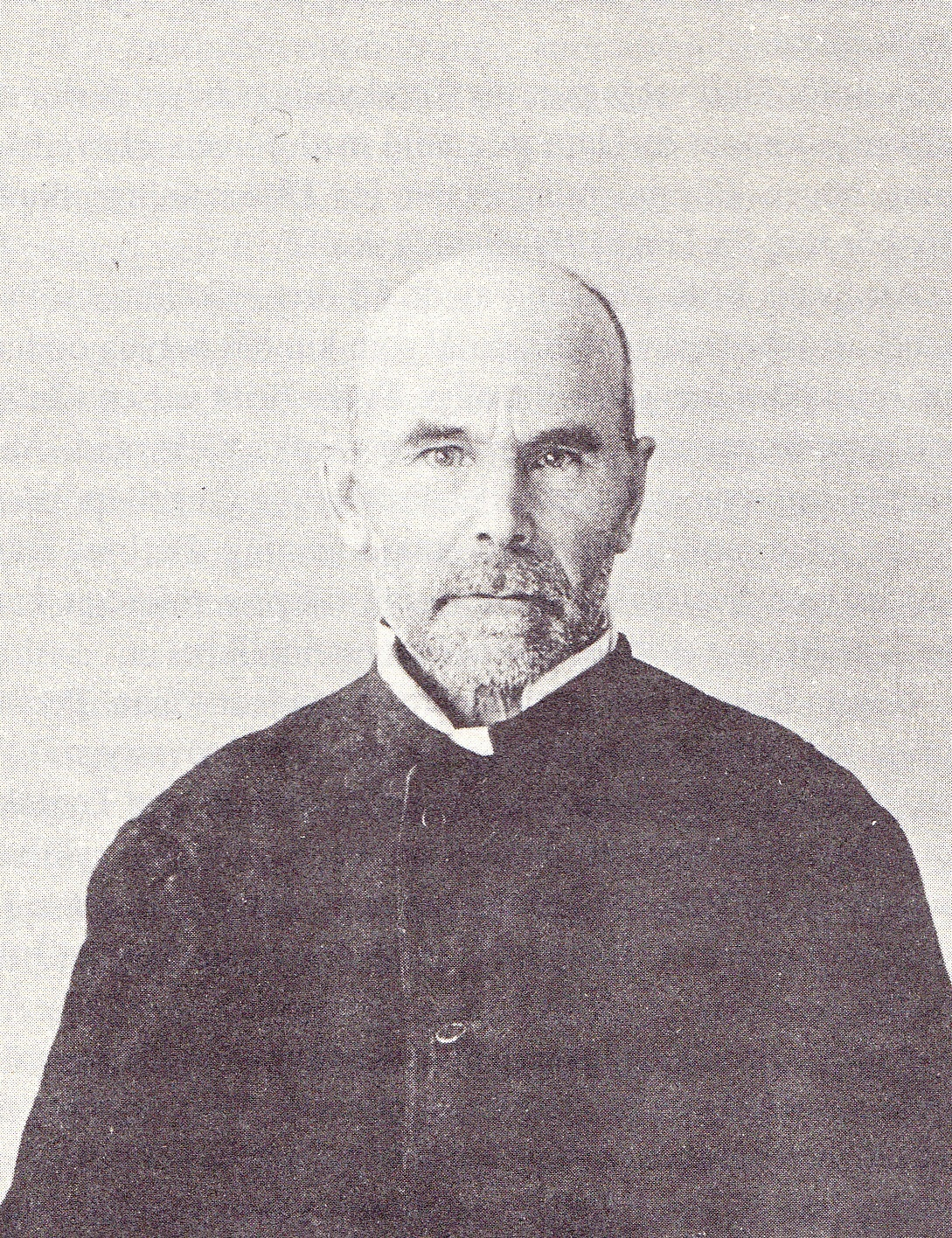
Fredrik Alfred Vestlund vid gripandet 1909.
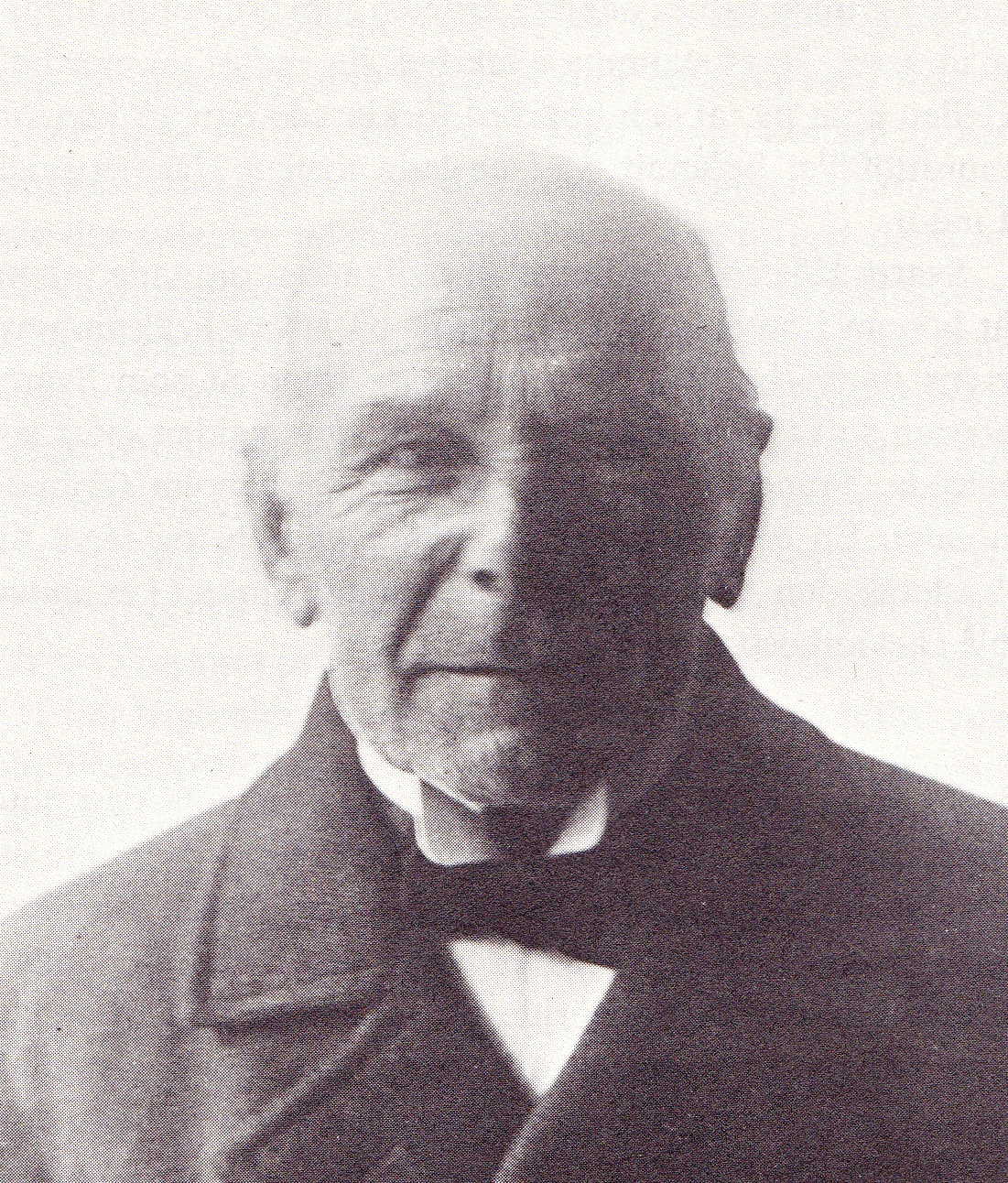
Fredrik Alfred Vestlund vid frigivningen 1930.
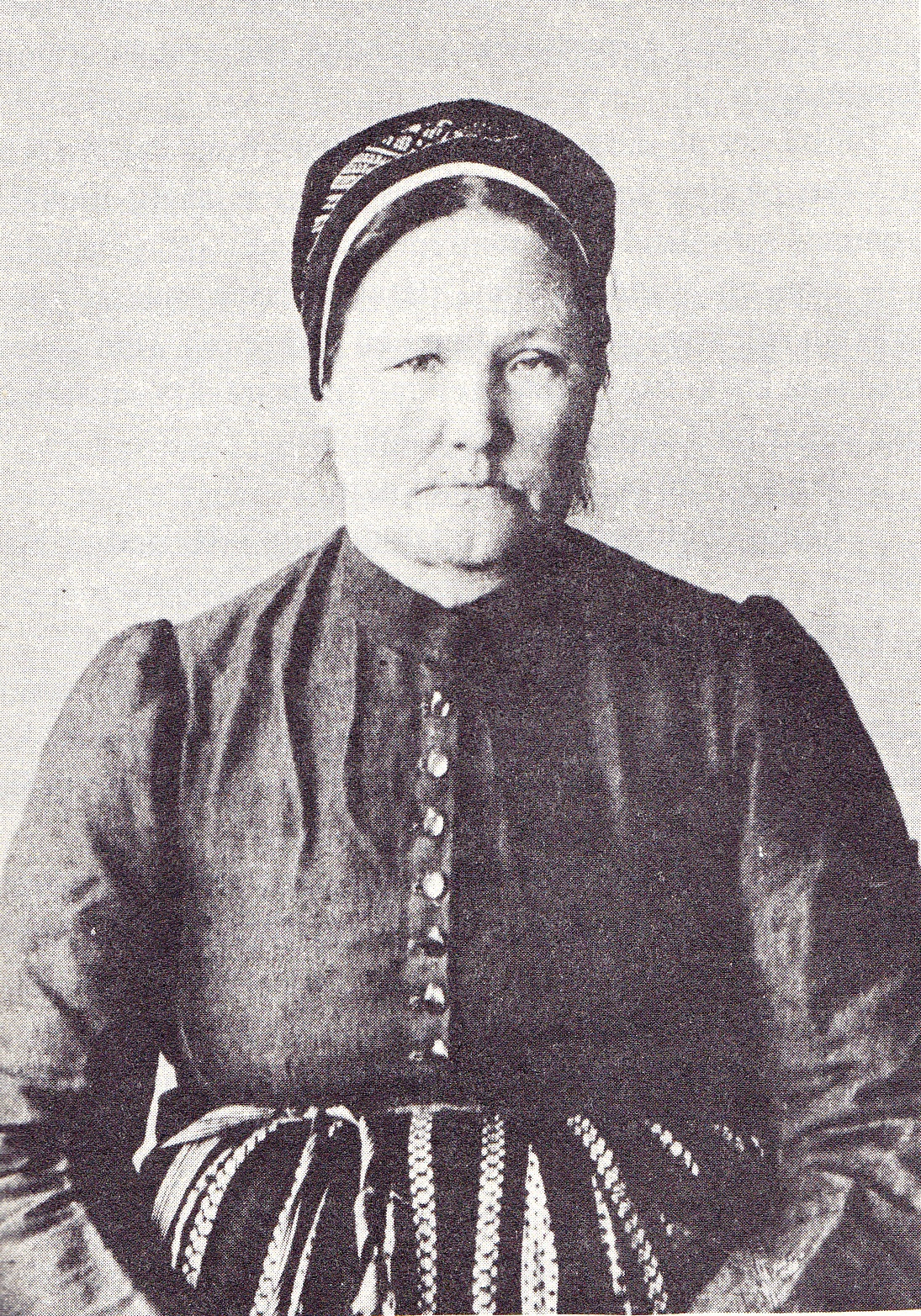
Kerstis Karin Olsdotter vid gripandet 1909.